# フランク・ブラムリー
フランク・ブラムリー（Frank Bramley RA 、1857年5月6日 - 1915年8月9日）はイギリスの画家である。ポスト印象派の画家で、コーンウォールの、漁村ニューリンに集まった画家たち、「ニューリン派」の画家の一人である。

## 略歴
リンカンシャーのSibseyに生まれた。1873年から1878年までリンカーン美術学校（Lincoln College of Art）で学んだ後、1879年からアントウェルペン王立芸術学院でシャルル・ヴェルラに学んだ。後に「ニューリン派」となる画家たち、エドウィン・ハリス、トーマス・クーパー・ゴッチ、ノーマン・ガースティンらもシャルル・ヴェルラに学んでいる。
ブラムリーは1882年からイタリアのヴェネツィアを旅し1884年まで滞在した。イギリスに戻るとウォルター・ラングレーが住み始めた後、多くの芸術家が集まったコーンウォールに住み、「ニューリン派」の人々と交流した。他のニューリン派の画家と違ってブラムリーは野外での情景よりも、室内の人工的な光の中の情景を描くのを好んだ画家であった。1884年から1912年まで、毎年、ロイヤル・アカデミー・オブ・アーツの展覧会に出展していたが、ロイヤル・アカデミーの保守的な運営に反発して新たにゴッチやジョン・シンガー・サージェント、スタンホープ・フォーブスらによって設立されたニュー・イングリッシュ・アート・クラブの創立メンバーにも加わった。この時代はフォーブスと特に親しかったし、ロイヤル・アカデミーに批判的であった大家のジェームズ・マクニール・ホイッスラーとも親しかった。
1888年の作品「A Hopeless Dawn」が画家としての地位を確立した。物語性のある雰囲気が好評を得た。1890年になると画面は明るいものに代わっていった。
1891年に結婚し、1894年にロイヤル・アカデミーの準会員に選ばれ、1911年に正会員に選ばれた。1895年にニューリンを離れ、イングランド中部のウェスト・ミッドランズの Droitwichに移り、1900年からはGrasmereに住んだ。

## 作品

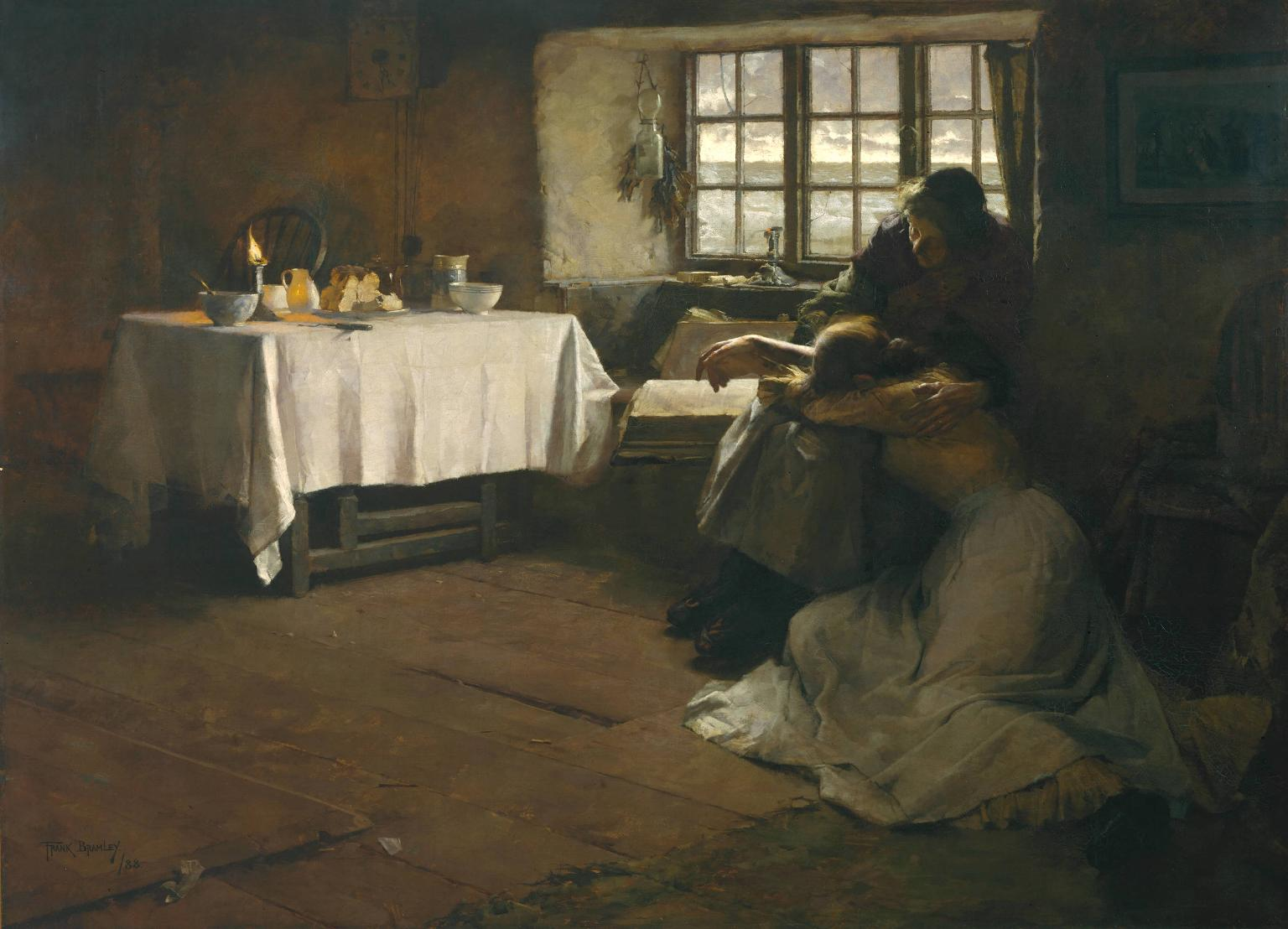
A Hopeless Dawn (1888)
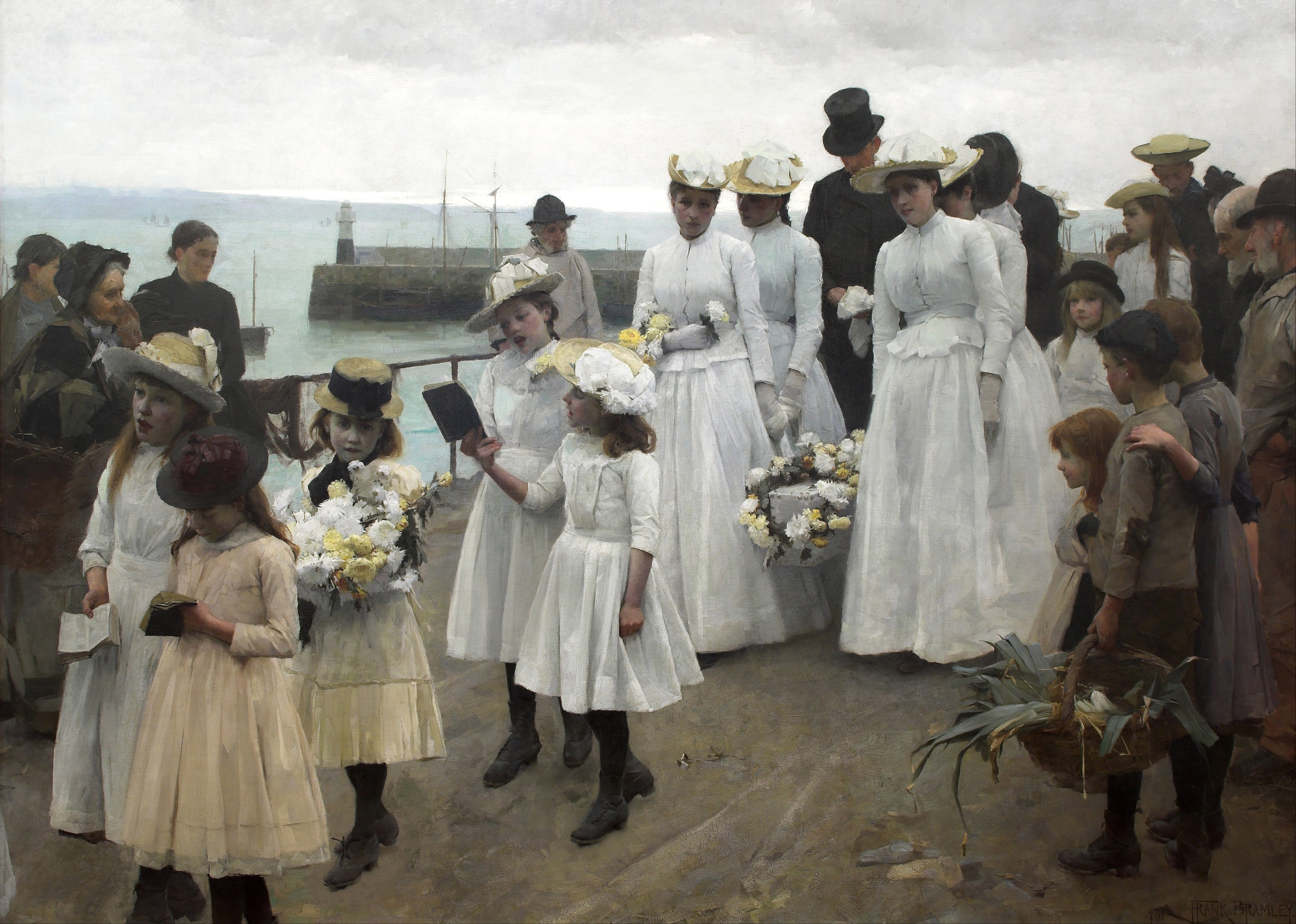
For of Such is the Kingdom of Heaven  (1897)
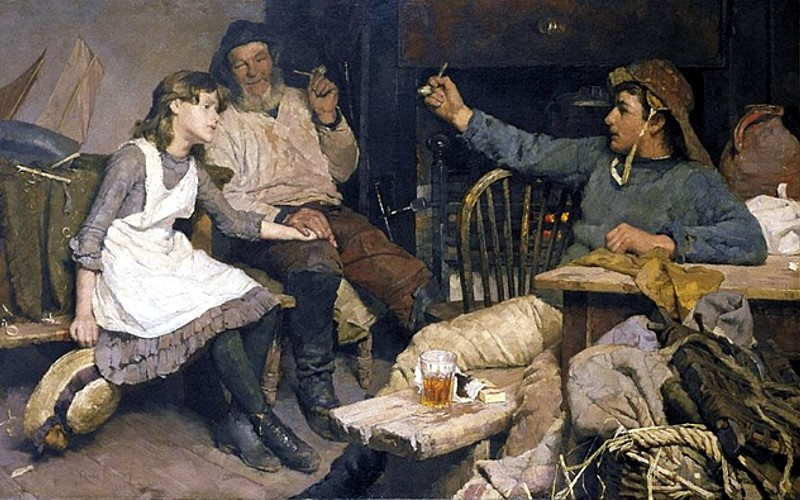
Everyone Has His Own Tale (1885)

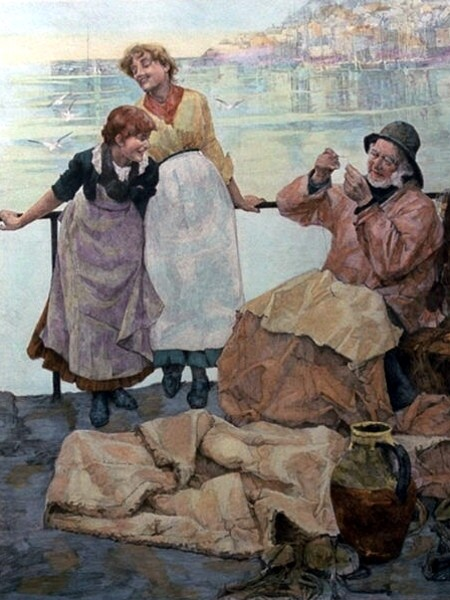
Eyes and No Eyes, 1887,
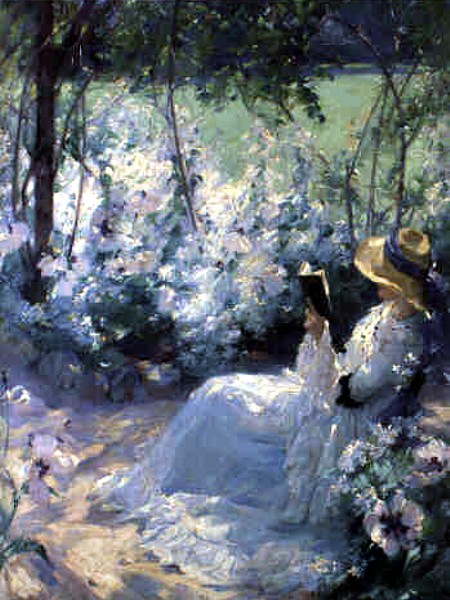
Delicious Solitude, 1909,
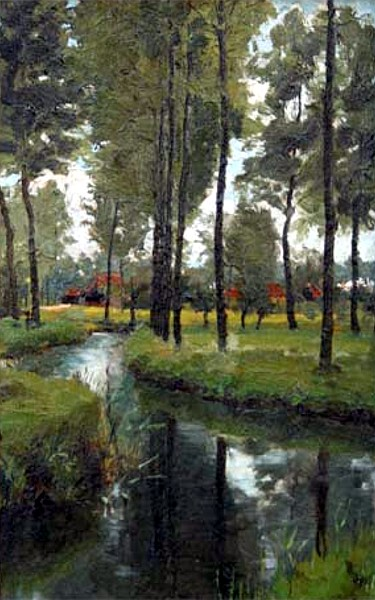
Borgerhout Anvers,
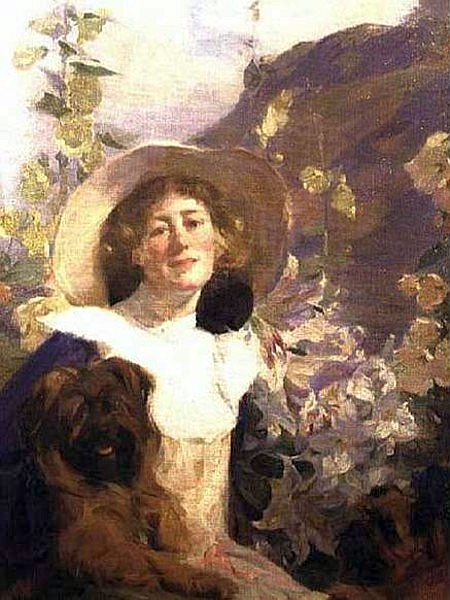
Friends - The Artist's Wife Katherine And Her Dog,